# FC Kotajk Abowjan
 FC Kotajk Abowjan (armenisch Ֆուտբոլային Ակումբ Կոտայք Աբովյան), Futbolayin Akumb Kotajk Abowjan; (russisch Футбольный Клуб Котайк Абовян) ist ein armenischer Fußballverein aus Abowjan.

## Geschichte
Der Verein wurde 1955 gegründet und war Mitglied der 1992 neu gegründeten armenischen Liga. 1995 und 1996 stand der Klub im Pokalfinale, verlor aber jeweils. 1998 zog man sich aus der Liga zurück. Zwei Jahre später, die Liga wurde von 8 auf 13 Vereine aufgestockt, war der Klub einer von sechs Aufsteigern.
2005 wurde der Verein umbenannt in  Esteghlal-Kotajk Abowjan. 2006 wurde der Verein aufgelöst.
Im Juni 2016 meldete sich der Verein im Profi-Fußball zurück. Allerdings durfte der Klub für die Saison 2016/17 nur in der Aradschin chumb antreten. Nach nur wenigen Spielen musste sich die Mannschaft allerdings aufgrund finanzieller Probleme vom Wettbewerb zurückziehen.

## Europapokalbilanz
| Saison  | Wettbewerb                  | Runde         | Gegner      | Gesamt    | Hin     | Rück    |
| ------- | --------------------------- | ------------- | ----------- | --------- | ------- | ------- |
| 1996/97 | Europapokal der Pokalsieger | Qualifikation | AEK Larnaka | 1:5       | 1:0 (H) | 0:5 (A) |
| 2003    | UEFA Intertoto Cup          | 1. Runde      | 1. FC Brünn | (a)3:3(a) | 0:1 (A) | 3:2 (H) |

Gesamtbilanz: 4 Spiele, 2 Siege, 2 Niederlagen, 4:8 Tore (Tordifferenz −4)